# Leucoptilon concretum
Papa-moscas-de-cauda-branca (Leucoptilon concretum) é uma espécie de ave da família Muscicapidae.
Pode ser encontrada nos seguintes países: Brunei, China, Índia, Indonésia, Laos, Malásia, Myanmar, Tailândia e Vietname.
Os seus habitats naturais são: florestas subtropicais ou tropicais húmidas de baixa altitude e regiões subtropicais ou tropicais húmidas de alta altitude.